# Conus gigasulcatus
Conus gigasulcatus é uma espécie de gastrópode do gênero Conus, pertencente a família Conidae.